# パチスロリッジレーサー
『パチスロリッジレーサー』は、2008年5月に発売されたパチスロ機（5号機）。製造元はニイガタ電子精機、発売元がパイオニア販売と山佐との共同ブランド・インパルスから発売、開発支援が山佐。
バンダイナムコエンターテインメントのレースゲームである『リッジレーサー』を基にしたタイアップ機。

## 概要
4種類のボーナスとアタックタイムとよばれるARTによってコインを増やすシステムである。
当機は4thリール搭載機であり、4thリールは他のリールとは異なり、7図柄の他に「×1」「×3」「×5」という倍率図柄で構成されている。

## スペック

### ボーナス
3リールで7が揃うとボーナスであるが、4thリールの倍率によってボーナスの種類が大きく異なる。
ゴールドボーナス
4thリールに7図柄（7の4つ揃い）。約360枚獲得。終了後次回ボーナスまでART。
シルバーボーナス
4thリールに「×5」。約314枚獲得。終了後55ゲームまでART。
ブロンズボーナス
4thリールに「×3」。約200枚獲得。終了後33ゲームまでART。
レギュラーボーナス
4thリールに「×1」。約81枚獲得。ARTはない。レギュラーボーナスは6回入賞すると終了するため、チェリー成立時は外した方が得となる。

### アタックタイム
ARTで1ゲーム当たり0.45枚獲得できる。
- 3択の10枚役をナビする。その図柄を左リールに目押しすれば10枚役が揃う。
- ARTパンク役であるシングルボーナスが揃うと終了するが、パンク役成立時は必ずナビされる。左リールに7を押せば確実に外すことができる。
- ボーナス成立か規定ゲーム数消化で終了する。ゴールドボーナスの後は次回ボーナスまで継続する。

### 倍率システム
4thリールの倍率はボーナスだけでなく、小役にも関係する。例えば1枚役のチェリーが揃っても「×5」なら5枚となる。また、倍率が高くなればボーナスとの重複の可能性も高くなる。リプレイも同様で「×3」なら2ゲーム、「×5」なら4ゲームの演出用RTに突入する。

### その他
- 液晶画面の上にタコメーターが搭載されており、演出で使用される。
- 筐体上部には左右にヘッドライトが搭載されており、これが立ち上がると信頼度が増す。
- 6段階設定で高設定ほど各ボーナスが当たりやすいが、レギュラーボーナスは高設定ほど出にくい。
- ボーナス終了時の演出で設定の推測が可能となっているが、ボーナス中のミニゲームの成績が良いほど信頼度が増す。

## ゲーム機
- 2008年5月、PlayStation 2用ソフト『山佐DigiワールドコラボレーションSP パチスロ リッジレーサー』が発売。ミニゲームチャレンジモードや演出を閲覧できるミュージアムモード等を搭載。